# 长羽深巨口鱼
长羽深巨口鱼（学名：Bathophilus longipinnis）为輻鰭魚綱巨口魚目巨口鱼科深巨口鱼属的鱼类，俗名密星鱼。分布于西太平洋、大西洋以及南海等海域，屬深海魚類，棲息深度20-1646公尺，體長可達10.9公分。

## 外部連結
长羽深巨口鱼的圖片